# Kulalania antiqua
Kulalania antiqua is een spinnensoort uit de familie Phyxelididae. De soort komt voor in Kenia.